# Callista superbiens
Callista superbiens là một loài thực vật có hoa trong họ Lan. Loài này được (Rchb. f.) Kuntze mô tả khoa học đầu tiên năm 1891.